# Nothofagus womersleyi
Espèce
Synonymes
- Nothofagus womersleyi Steenis[2]
- Trisyngyne womersleyi (Steenis) Heenan & Smissen (préféré par BioLib)[2]

Statut de conservation UICN

 CR B1ab(i,ii,v)+2ab(i,ii,v) : 
En danger critique
Nothofagus womersleyi est une espèce de plantes de la famille des Nothofagaceae.

## Publication originale
- in Fl. Males. 7(2): 294. 1972.